# ジャック・オー
ジャック・オー(Jack-O')は、2D格闘ゲーム「GUILTY GEARシリーズ」に登場する架空の人物。担当声優は五十嵐裕美。

## 概要
- 2015年8月25日 (GGXrdR稼働) より追加されたキャラクター。
- 「あの男」の3人の側近の最後の一人であり ジャック・オー・ランタンの仮面で顔を隠しているのが特徴。
- 仮面を被っている間の戦闘中の動きは全体的にコミカルなものとなっている。足に付けている使い魔と思しき鉄球と共に足技を繰り出すという我流の戦い方を披露し、超人的な能力に加えて独自のスタイルを一貫させている。
- プロフィール通り「まだ生まれきっていない」ため、アメを舐めているか前述の仮面を被らなければ実体を維持することが出来ない。「トリック・オア・トリート」を地で行く子供の性格と、学者肌で知的な大人の性格がどちらも不定期に現れるなど、存在自体が不安定[1]。
- その正体は、ソル=バッドガイやあの男の旧友であるアリアの精神や記憶を元に、「あの男」がバックヤードで独自に造り出したヴァレンタインであり[2]、真名はジャック・オー＝ヴァレンタイン(Jack-O' Valentine)。この為、彼女もヴァレンタインシリーズの一人であり、ジャスティスとの融合を目的とした擬体である。同じ姓を持つラムレザルやエルフェルトとは姉妹（若しくは従姉妹）のような間柄の関係を持つ存在に当たる（彼女達には”姉”と自己紹介している）。
- 自称「アリアの半分」。そのため、アリアとしての記憶を文字通り半分とも言うべき不完全な状態で持っている。
- あの男曰く「エルフェルトとジャスティスの融合を阻止する鍵」との事。
- 前述した、子供と大人の性格が不定期に現れる理由は、ジャスティスの復元のための高い演算機能を無理やり付与した結果、人格面にしわ寄せがきて二つに分離してしまい、その是正の前に目覚めた事によるものである。

## ストーリー
GUILTY GEAR Xrd REVELATOR
未だ封印の身であったが、ベッドマンにより拘束された「あの男」の判断により、レイヴンを通してイノにより解放された。しかしジャック＝オーは程無くして「テストを兼ねて外の空気を吸ってくる」という理由でイノの言い付けを無視し、「あの男」一派より脱走してしまう。

## ゲーム中での性能
RTSとアクションゲームを合体させた『ギルティギア2』のゲームシステムを格闘ゲームで再現を試みたという、独特な性能を持つ。
Dボタンが実質必殺技ボタンになっており、1ボタンだけで必殺技を出すことが可能で、発動時にテンションゲージを10％消費する。
エピソードモードで最後に戦うボスキャラクターとしては最も多く、施される強化も最も多い。
- 体力が増加。
- テンションゲージが自動で増加。
- バースト対応の覚醒必殺技の性能が大幅強化。
- 1ボタン必殺技がテンションゲージを消費しない。
- ゴーストとサーヴァントの性能が強化。
- オルガン展開からの派生技が強化。

## 技の解説

### 必殺技
キロンの鎖を解く

エリシオンドライバー

ドプロスの飢え

ゼスト

ゴースト設置
その名の通り、ゴーストを設置させる。設置したゴーストからは「サーヴァント」という小さな人形が出現、自律して相手に近付き、そこから攻撃を行う。
オルガン展開
この技のコマンド入力後、ボタンを押すと各種スキルが発動する。このスキルにはクールタイムがあり、使用すると一定時間再使用が出来ない弱点を持つ。

### 覚醒必殺技
カルヴァドス

フォーエヴァーエリシオンドライバー

### 一撃必殺技
アイウォントアウト

## ステージ
Heavens Edge

## テーマミュージック
Juno(GGXrdR)
Perfection Can't Please Me(GGST)

## その他

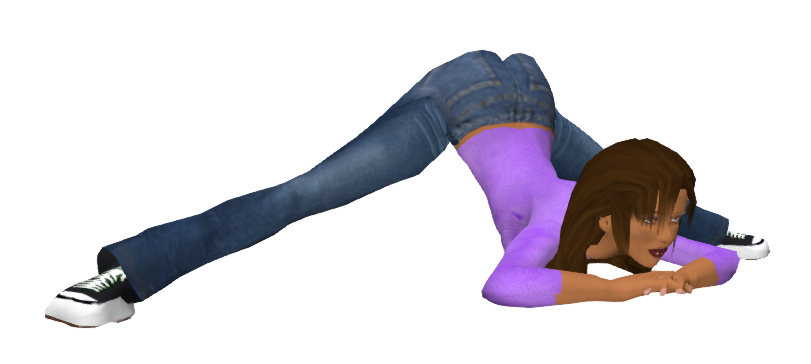
Jack-O pose

両脚を伸ばしたまま大きく開脚し、尻を突き出しながらうずくまる独特なしゃがみ待機モーションは「Jack-O pose」と呼ばれ、2021年に主に海外でインターネット・ミームになった。セクシーさを強調するこのポーズは2015年のキャラクター初出時から設定されていたものだが、2021年8月に『GUILTY GEAR -STRIVE-』へのジャック・オー参戦が発表されると改めて注目され、#jackochallenge というハッシュタグと共に様々な模倣画像が SNS に投稿された。当初は投稿者自身の体の柔軟さを示すネタとして使われていたが、やがて他のゲームやアニメのキャラクターに同じポーズをとらせるファンアートが続出し、日本にもそのムーブメントが逆輸入された。